# 松讓
松讓（韓語：송양、前?年 - 前?年）、沸流國的君主 ( 在任 : 前?年 - 前?年 ) 。
公元前36年，沸流國君主松讓為高句麗開國君主朱蒙（東明聖王）降伏，沸流國改為高句丽得多勿都。与高句丽合并后，松让继续担任多勿部的族长，他的女儿（王后松氏、繼室松氏）嫁给了朱蒙之子，即后来的琉璃明王，他的外孙即后来的大武神王。